# Can Gotarra
Can Gotarra és una obra de Vidreres (Selva) inclosa a l'Inventari del Patrimoni Arquitectònic de Catalunya.

## Descripció
Immoble que consta de dues plantes, com són la planta baixa, la qual concentra tres obertures en la façana, com són el portal d'accés, de llinda monolítica de grans dimensions, conformant un arc pla, muntants de pedra i la llinda conté una inscripció al·ludint a la data de construcció de l'edifici com és el 1758. El portal està flanquejat per dues finestres, les quals recullen les mateixes característiques compositives que el portal. Ara bé, es diferencien en el fet que les finestres tenen l'ampit treballat, cobertes amb un enreixat de ferro forjat i una d'elles conté en la llinda la data de 1780. Pel que fa al primer pis, aquest també contempla tres obertures, les quals són repartides estratègicament en el centre i els extrems. Les tres són de similar tipologia, tantes vegades repetida i plagiada, de llinda monolítica, conformant un arc pla, muntants de pedra i ampit treballat. Finalment, cal dir que la casa està coberta amb una teulada a dues aigües.